# 樊宏恩
樊宏恩（1964年7月—），男，汉族，广东中山人，中华人民共和国政治人物。现任 广东省基督教协会会长。第十四届全国政协委员。